# Винтијан
Винтијан је насељено место у саставу општине Медулин, Истарска жупанија, Хрватска. До територијалне реорганизације у Хрватској налазио се у саставу старе општине Пула.

## Историја
Као самостално насељено место, Винтијан постоји од пописа 2001. године. Настало је издвајањем дела насеља Пула.

## Становништво
На попису становништва 2011. године, Винтијан је имао 172 становника. За попис 1991. године, погледати под Пула.